# Окніни-Подздруй
Окніни-Подздруй (пол. Okniny-Podzdrój) — село в Польщі, у гміні Вішнев Седлецького повіту Мазовецького воєводства.
У 1975-1998 роках село належало до Седлецького воєводства.